# Fenimorea fucata
Fenimorea fucata är en snäckart som först beskrevs av Reeve 1845.  Fenimorea fucata ingår i släktet Fenimorea och familjen Turridae. Inga underarter finns listade i Catalogue of Life.